# 蔣怡
蔣怡（英語：Coco Chiang，1977年5月12日—）香港女演員、主持人和模特兒，曾為邵氏兄弟旗下藝人。

## 生平
蔣怡早年就讀常州市局前街小學、常州市第二十一中學（現為常州市實驗初級中學）以及江蘇省常州高級中學。畢業於廣州外國語學院（現廣東外語外貿大學）。1998年參加廣東省模特兒大賽進入前十名，1999年參加上海國際模特兒大賽再進入前十名。身高達178公分的她到香港發展後，曾與周星馳拍攝生力啤酒廣告。2005年開始轉到台灣發展，2010年起又重返香港娛樂圈，2013年和珠寶設計師男友翁狄森（Dickson）登記結婚，育有一女一子。

## 作品

### 電影
| 年份 | 影片名稱              | 角色             | 同戲演員       |
| ---- | --------------------- | ---------------- | -------------- |
| 2002 | 《一蚊雞保鏢》        | 問路路人（客串） | 黃子華         |
| 2003 | 《妖夜迴廊》          | 秀冰             | 吳彥祖         |
| 2003 | 《新紮師妹2美麗任務》 | Tasha            | 楊千嬅、吳彥祖 |
| 2003 | 《大丈夫》            | 餐廳食客（客串） | 陳小春、杜汶澤 |
| 2004 | 《我的大嚿父母》      | 朴英順           | 沈殿霞、余文樂 |
| 2004 | 《新警察故事》        | Sue              | 成龍、吳彥祖   |
| 2004 | 《墨斗先生》          | Candy            | 陳小春、盧淑儀 |
| 2011 | 《雪花秘扇》          | (客串)           | 李冰冰、全智賢 |

### 電視劇
| 年份 | 播出頻道                                                                    | 劇名                                         | 角色             | 同劇演員                       |
| ---- | --------------------------------------------------------------------------- | -------------------------------------------- | ---------------- | ------------------------------ |
| 2006 | 衛視                                                                        | 《天使情人》 （Angel Lover）                 | Angelina         | 明道、白歆惠、杜德偉           |
| 2008 | 中視、八大                                                                  | 《籃球火》 （Hot Shot）                      | 李 贏（W）       | 言承旭、羅志祥、吳尊、周采詩   |
| 2009 | 華視、八大                                                                  | 《敲敲愛上你》 （Knock Knock loving you）    | 趙冠麗           | 郭品超、明道、吳亞馨           |
| 2010 | 民視、八大                                                                  | 《泡沫之夏》 （Summer's Desire）             | 薇 安            | 何潤東、徐熙媛、吳亞馨、黃曉明 |
| 2010 | 香港電台電視部(制作) 無綫電視(播放)                                         | 《證義搜查線》 （Criminal Investigation）    | 林綺玲           | 江華、梁琤、羅仲謙、單立文     |
| 2011 | 香港電台電視部(制作) 無綫電視(播放)                                         | 《廉政行動2011》 （ICAC Investigators 2011） | Winnie           | 蘇永康、泰迪羅賓、楊玉梅、谷峰 |
| 2012 | 湖南衛視 民視、八大                                                         | 《勝女的代價》 （The Queen of Sop）          | 白季晴           | 陳喬恩、 張翰、 高以翔、 張檬  |
| 2022 | 邵氏兄弟國際影業有限公司、優酷訊息技術（北京）有限公司(制作) 無線電視(播放) | 《飛虎3之壯志英雄》 (Flying Tiger III)       | 楊素筠           | 苗喬偉、黃宗澤、吳卓羲         |
| 2022 | 無線電視                                                                    | 《法證先鋒V》                                | 林凱馨 （Thena） | 黃宗澤、王敏奕                 |

### 主持節目
- 亞洲電視《開心假期泰好玩》（第3-5集）
- 華娛衛視《蔣怡新煮意》
- 華娛衛視《流行炫風》
- 東風衛視《東方流行風》
- 東風衛視《06植村秀創藝彩妝大賞》
- 年代電視《完美女人》
- 東風衛視《時尚講義》(現主持)
- 八大綜合台《娛樂百分百》(代班主持)
- 東風衛視《小姐愛旅行》(輪流主持)
- 亞洲電視《台灣好味道2》(主持)
- 有線電視《美食法庭》 (主持)
- 有線電視《高清世界盃嘉年華》 (主持)
- 有線電視《嚐‧回味》第三輯 (客席主持)
- 亞洲電視《台灣好味道3》(主持)
- 有線電視《蔣怡的前4後6》(主持)
- 香港開電視《大匠之峰》(主持)

### 作客節目
- 無綫電視《夜宵磨》
- 無綫電視《姊妹淘》
- 無綫電視《食得好健康》
- 無綫電視《今晚請客》
- 無綫電視《煮戰》
- 無綫電視《煮場爭霸》
- 開電視《疫境中的餐桌》
- ViuTV《娛論潮》
- ViuTV 96《家鄉菜》

### MV演出
戴愛玲-愛靈靈三部曲之一-空港MV
戴愛玲-愛靈靈三部曲之二-愛靈靈MV
戴愛玲-愛靈靈三部曲之三-沸騰MV

### 廣告代言

#### 2001年
- 周大福

#### 2003年
- 養命酒、太太口服液、生力啤酒 (與周星馳合作)

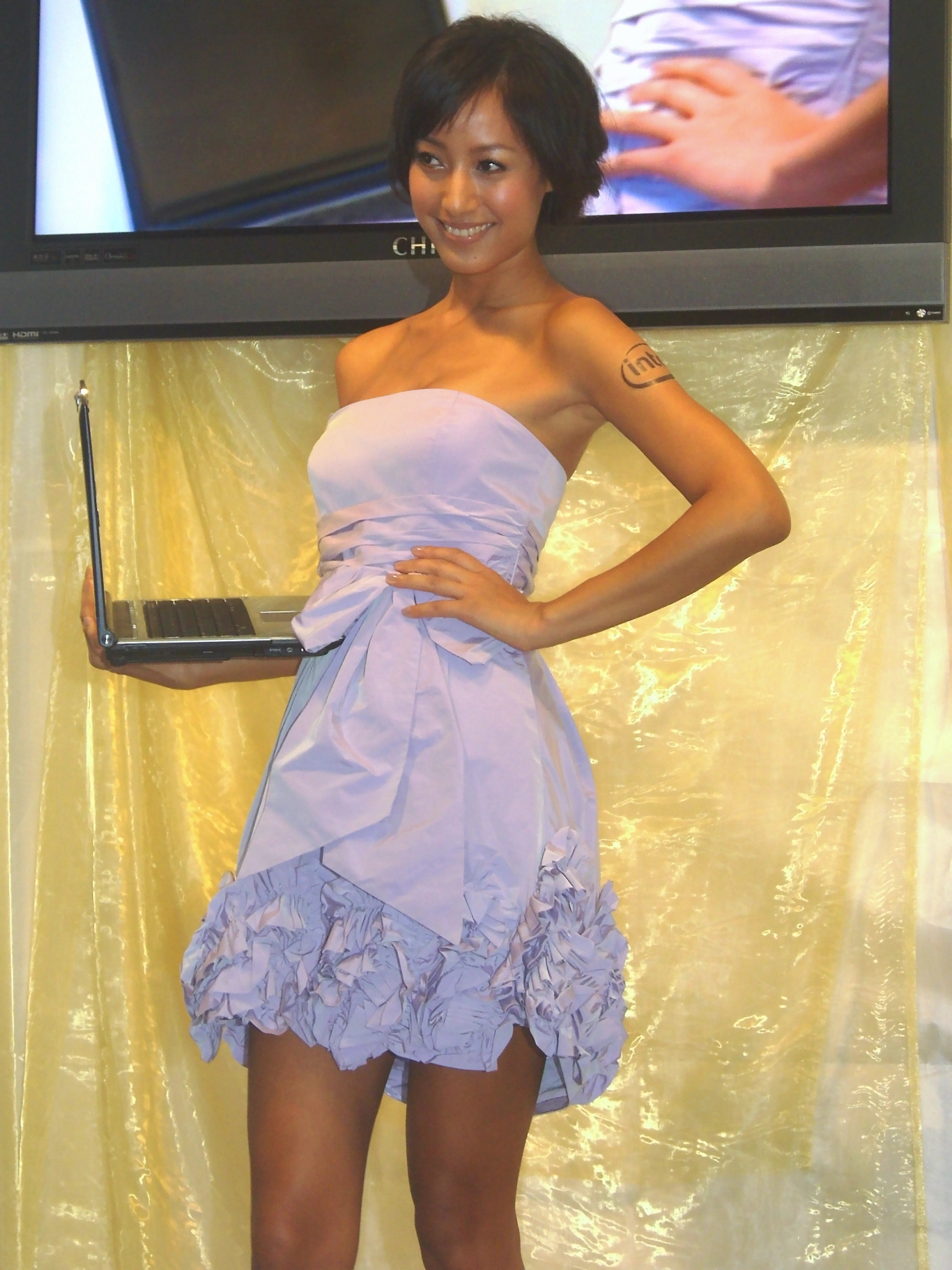
蔣怡在2008年台北電腦應用展中，參與時尚科技走秀。

#### 2004年
- Lacfacyd潔膚液、Okami 專業活色洗髮露、 宓田家、Laeger 手錶

#### 2006年
- 曼黛瑪璉系列-曼黛瑪璉（愛．魅立）、曼黛瑪璉系列-曼黛瑪璉（峰尚無痕）、曼黛瑪璉系列-曼黛瑪璉（愛上引）、遠傳 3G 電信、IBS 秋冬牛仔褲

#### 2010年
- Fitboxx - Silk ́n 脫毛機、馬玉山纖美姿味杯湯、黑松茶花綠茶

#### 2011年
- Fitboxx - Silk ́n 脫毛機、星展銀行信用卡、Fujifilm Beauty Skin Care

#### 2012年
- Fitboxx - Silk ́n 脫毛機

#### 2013年
- Fitboxx - Silk ́n 脫毛機

#### 2014年
- Fitboxx - Silk ́n 脫毛機、Illume 奶粉、Marks & Spencer 秋冬服裝系列

#### 2015年
- Fitboxx - Silk ́n 脫毛機、Fitboxx - Silk'n FaceTite三源塑顏射頻機、Nature ́s Skincare、Amway Experience Center

#### 2016年
- Fitboxx - Silk ́n 脫毛機、Fitboxx - Silk'n FaceTite三源塑顏射頻機、Just Gold 鎮金店 25th 真女人系列

#### 2017年
- Fitboxx - Silk ́n 脫毛機、Fitboxx - Silk'n FaceTite三源塑顏射頻機

#### 2018年
- Fitboxx - Silk ́n 脫毛機、Fitboxx - Silk'n FaceTite三源塑顏射頻機、天御國際旗艦美容儀器有限公司

#### 2019年
- Fitboxx - Silk ́n 脫毛機、Fitboxx - Silk'n FaceTite三源塑顏射頻機、天御國際旗艦美容儀器有限公司、紫玥堂 Pure Health

#### 2020年
- 天御國際旗艦美容儀器有限公司、紫玥堂 Pure Health、Aptamil ESSENSIS HMO 配方奶粉

#### 2021年
- 天御國際旗艦美容儀器有限公司、SNF德國專業厨刀品牌大使、Green Common-Beyond Meat

#### 2022年
- 天御國際旗艦美容儀器有限公司、SNF德國專業厨刀品牌大使、Sun Life永明「富越儲蓄計劃」、BodiBra 節日推廣大使

#### 2023年
- 天御國際旗艦美容儀器有限公司、SNF德國專業厨房用品全方位代言人、香港警察新界南「問我攞錢?唔洗講!」防騙大使

### 書籍
- 《甜姐兒甜品》Coco Sweety
- 《蔣怡的野生動物園 巴拉望》
- 《Call Me Chef ! 蔣怡的藍帶成長日誌》
- 《星煮播 HOT CHEF - 氣炸鍋食譜 》
- 《蔣怡 - 想煮就煮》

## 外部連結
- Coco Chiang 蔣怡的Facebook專頁
- 蔣怡的Instagram帳戶
- 蔣怡的新浪微博
- 蔣怡在互联网电影资料库（IMDb）上的資料（英文）（英文）
- 在AllMovie上蔣怡的頁面（英文）
- 蔣怡在香港影庫上的簡介
- 蔣怡在豆瓣上的资料（简体中文）
- 蔣怡在时光网上的簡介（简体中文）
- 蔣怡照片 （页面存档备份，存于）